# Urs Peschlow
Urs Peschlow (* 11. März 1943 in Hannover; † 16. März 2018 in Wiesbaden) war ein deutscher Kulturwissenschaftler und Kunsthistoriker für Christliche Archäologie und Kunstgeschichte der Byzantinistik.

## Leben
Urs Peschlow studierte nach dem Besuch der Leibnizschule in Hannover von 1962 bis 1970 Kunstgeschichte, Klassische Archäologie und Christliche Archäologie an den Universitäten Marburg, Thessaloniki und Mainz. 1970 wurde er in Mainz bei Richard Hamann-Mac Lean mit einer Arbeit zum Thema Die Irenenkirche in Istanbul promoviert. Daran schloss sich 1970/71 ein Werkvertrag an der Abteilung Rom des Deutschen Archäologischen Instituts an, 1971 wurde er Referent an der Abteilung Istanbul des Deutschen Archäologischen Instituts. 1975 bis 1979 war Peschlow Stipendiat der Deutschen Forschungsgemeinschaft in Istanbul, 1979/80 Forschungsstipendiat in Dumbarton Oaks. 1981 wurde er wissenschaftlicher Mitarbeiter, 1983 Hochschulassistent an der Universität Göttingen. 
1985 erhielt Peschlow einen Ruf an die Johannes Gutenberg-Universität Mainz und lehrte bis zu seiner Pensionierung 2008 am Institut für Kunstgeschichte der Universität Mainz und war korrespondierendes Mitglied des Deutschen Archäologischen Instituts.
Peschlow war seit 1970 in erster Ehe mit der Klassischen Archäologin Anneliese Peschlow, mit der er eine Tochter (* 1972) hatte, und in zweiter Ehe mit der Byzantinischen Archäologin Sabine Möllers verheiratet. Mit beiden Ehefrauen arbeitete er auch wissenschaftlich zusammen.

## Schriften (Auswahl)
- Die Irenenkirche in Istanbul. Untersuchungen zur Architektur (= Istanbuler Mitteilungen Beiheft 18). Wasmuth, Tübingen 1977, ISBN 3-8030-1717-3.
- mit Friedrich Wilhelm Deichmann: Zwei spätantike Ruinenstätten in Nordmesopotamien (= Sitzungsberichte der bayerischen Akademie der Wissenschaften 1977, Heft 2). C. H. Beck, München 1977, ISBN 3-7696-1483-6.
- mit Friedrich Wilhelm Deichmann, Joachim Kramer: Corpus der Kapitelle der Kirche von San Marco zu Venedig (= Forschungen zur Kunstgeschichte und Christlichen Archäologie Band 12). Steiner, Wiesbaden 1981, ISBN 3-515-03208-8.
- mit Otto Feld (Hrsg.): Studien zur spätantiken und byzantinischen Kunst. Friedrich Wilhelm Deichmann gewidmet (= Monographien des Römisch-Germanischen Zentralmuseums Band 10). Habelt, Bonn 1986, ISBN 3-7749-2265-9.
- mit Sabine Möllers (Hrsg.): Spätantike und byzantinische Bauskulptur. Beiträge eines Symposions in Mainz, Februar 1994 (= Forschungen zur Kunstgeschichte und christlichen Archäologie Band 19). Steiner, Stuttgart 1998, ISBN 3-515-07064-8.
- Ankara. Die bauarchäologischen Hinterlassenschaften aus römischer und byzantinischer Zeit. Phoibos, Wien 2015, ISBN 978-3-85161-132-8.